# ヒトラーを欺いた黄色い星
『ヒトラーを欺いた黄色い星』（ヒトラーをあざむいたきいろいほし、原題：Die Unsichtbaren – Wir wollen leben）は、2017年のドイツのドラマ映画。
監督はクラウス・レーフレ、出演はマックス・マウフとアリス・ドワイヤーなど。
ナチス・ドイツ時代、ベルリンでホロコーストを免れて身分を隠しながら生活し、秘密警察ゲシュタポの捜査や監視の目をすり抜けて終戦まで生き延びた約1500人のユダヤ人の実話を本人のインタビュー映像を交えて映画化した作品である。
原題の意味は「見えざる者－我らは生きる」である。

## ストーリー
1943年6月19日、ナチスの宣伝相ゲッベルスは、首都ベルリンからユダヤ人を一掃したと宣言した。
しかし、実際には約7000人のユダヤ人がベルリン各地に潜伏していた。その彼らが様々な形で身分を隠しながら、秘密警察ゲシュタポの捜査や監視の目をすり抜けて生き延びる姿を4人の若い男女（ツィオマ、ハンニ、ルート、オイゲン）を中心に描く。

## キャスト
- ツィオマ・シェーンハウス（ドイツ語版）: マックス・マウフ（ドイツ語版） - 身分証の偽造技術に長けたユダヤ人青年。
- ハンニ・レヴィ（ドイツ語版）: アリス・ドワイヤー（ドイツ語版） - 家族を亡くして1人で潜伏するユダヤ人女性。
- ルート・アルント: ルビー・O・フィー - 家族とともに潜伏するユダヤ人女性。
- オイゲン・フリーデ（ドイツ語版）: アーロン・アルタラス（ドイツ語版） - ドイツ人の継父の尽力により潜伏するユダヤ人青年。
- ヴェルナー・シャーフ（ドイツ語版）: フロリアン・ルーカス - 反ナチスのユダヤ人活動家。
- ハンス・ヴィンクラー: アンドレアス・シュミット（ドイツ語版） - オイゲンを匿った反ナチスのドイツ人活動家。
- フランツ・カウフマン（ドイツ語版）: ロベルト・フンガー＝ビューラー（ドイツ語版） - ツィオマに偽の身分証を作らせる法律家。
- ヨッヘン・アルント: ルーカス・ライバー（ドイツ語版）: ルートの兄。
- エレン・レヴィンスキー: ヴィクトリア・シュルツ（ドイツ語版） - ヨッヘンの恋人。ルートとともに潜伏。
- ステラ・ゴルトシュラーク（ドイツ語版）: ライラ・マリア・ヴィット - ゲシュタポのスパイとなったユダヤ人女性。
- ヘレーネ・ヤーコプス（ドイツ語版）: マレン・エッゲルト - ツィオマを匿った末に逮捕されたドイツ人女性。カウフマンの仲間。

## 作品の評価
Rotten Tomatoesによれば、30件の評論のうち70%にあたる21件が高く評価しており、平均で10点満点中7.07点を得ている。
Metacriticによれば、11件の評論のうち高評価は8件、賛否混在は3件、低評価はなく、平均で100点満点中60点を得ている。